# Landgericht Hammelburg
Das Landgericht Hammelburg war ein von 1819 bis 1879 bestehendes bayerisches Landgericht älterer Ordnung mit Sitz in Hammelburg im heutigen Landkreis Bad Kissingen. Die Landgerichte waren im Königreich Bayern Gerichts- und Verwaltungsbehörden, die 1862 in administrativer Hinsicht von den Bezirksämtern und 1879 in juristischer Hinsicht von den Amtsgerichten abgelöst wurden.

## Geschichte
Im Jahr 1819 wurde im Verlauf der Verwaltungsneugliederung Bayerns das Landgericht Hammelburg errichtet. Dieses kam zum Untermainkreis, dem Vorläufer des späteren Regierungsbezirks Unterfranken.